# Robert DeGrimston
Robert de Grimston, egentligen Robert Moor, född 10 augusti 1935 i Shanghai, Kina, var ledare för sekten The Process Church of The Final Judgment, som predikade en udda form av kristendom med gnostiska och satanistiska inslag. Han ägnade ett antal år under 1960-talet åt studier i arkitektur på London's Regent Street Polytechnic Architectural School, men fångades av scientologins dianetik. Där träffade han sin blivande fru, Mary Ann MacClean, och tillsammans skapade de The Process Church 1965. DeGrimston uteslöts ur sin egen rörelse av sin fru 1974. Han återtog sitt efternamn Moor, flyttade till den amerikanska östkusten och arbetade där för ett telekommunikations-bolag. 